# Семантический анализ
Семанти́ческий ана́лиз — этап в последовательности действий алгоритма автоматического понимания текстов, заключающийся в выделении семантических отношений, формировании семантического представления текстов. Один из возможных вариантов семантического представления — структура, состоящая из «текстовых фактов». Семантический анализ в рамках одного предложения называется локальным семантическим анализом.
В общем случае семантическое представление является графом, семантической сетью, отражающим бинарные отношения между двумя узлами — смысловыми единицами текста. Глубина семантического анализа может быть разной, а в реальных системах чаще всего строится только лишь синтаксико-семантическое представление текста или отдельных предложений. Так, в работе семантический анализ осуществляется одновременно с синтаксическим с помощью механизма расширенных сетей переходов. В системе АОТ поверхностному семантическому анализу предшествует этап синтаксического анализа, на основе которого строятся семантические узлы и отношения между ними. В основу проекта ЭТАП-3 положена модель языка «Смысл ↔ Текст», разработанная И. А. Мельчуком, где на этапе семантического анализа определяются лексические функции на основе Толково-комбинаторного словаря.